# جیکوب دیلن
جیکوب دیلن (انگلیسی: Jakob Dylan؛ زادهٔ ۹ دسامبر ۱۹۶۹) یک موسیقی‌دان اهل ایالات متحده آمریکا است. وی از سال ۱۹۸۷ میلادی تاکنون مشغول فعالیت بوده‌است، او فرزند باب دیلن است.